# Grammy Award for Best Female Pop Vocal Performance

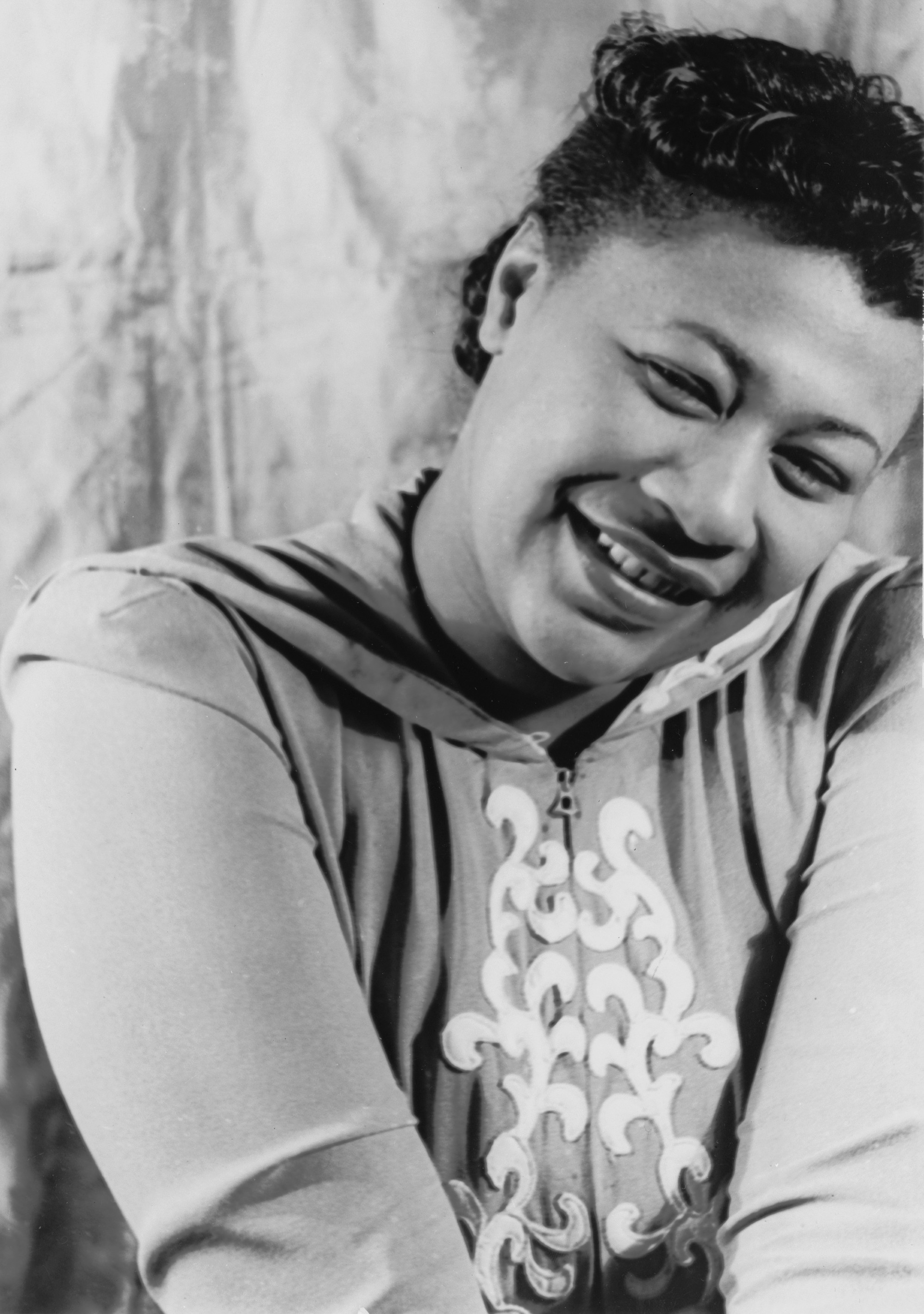
Ella Fitzgerald war die erste Preisträgerin der Kategorie Grammy Award for Best Female Pop Vocal Performance. Sie erhielt den Preis für ihr Album Ella Fitzgerald Sings the Irving Berlin Songbook. Insgesamt gewann sie fünf Mal in dieser Kategorie.

Der Grammy Award for Best Female Pop Vocal Performance, auf Deutsch „Grammy-Auszeichnung für die beste weibliche Pop-Gesangsdarbietung“, ist ein Musikpreis, der von 1959 bis 2011 von der amerikanischen Recording Academy im Bereich der Popmusik verliehen wurde.

## Geschichte und Hintergrund
Die seit 1959 verliehenen Grammy Awards werden jährlich in zahlreichen Kategorien von der Recording Academy in den Vereinigten Staaten vergeben, um künstlerische Leistung, technische Kompetenz und hervorragende Gesamtleistung ohne Rücksicht auf die Album-Verkäufe oder Chart-Position zu würdigen.
Eine dieser Kategorien war der Grammy Award for Best Female Pop Vocal Performance. Der Preis wurde von 1959 bis 2011 an den Interpreten des ausgezeichneten Titels vergeben.
Die Auszeichnung hat zahlreiche Namensänderungen erfahren:
- Von 1959 bis 1960 hieß die Auszeichnung Grammy Award for Best Vocal Performance, Female
- 1961 wurde der Preis in den Grammy Award for Best Vocal Performance Single Record Or Track und den Grammy Award for Best Vocal Performance Album, Female unterteilt
- Von 1962 bis 1963 nannte sich die Auszeichnung Grammy Award for Best Solo Vocal Performance, Female
- Von 1964 bis 1968 hatte der Preis die Bezeichnung Grammy Award for Best Vocal Performance, Female
- 1969 hieß der Preis Grammy Award for Best Contemporary-Pop Vocal Performance, Female
- Von 1970 bis 1971 nannte sich die Kategorie Grammy Award for Best Contemporary Vocal Performance, Female
- Von 1972 bis 1994 wurde der Grammy Award for Best Pop Vocal Performance, Female verliehen
- Von 1995 bis 2011 war der Name der Auszeichnung Grammy Award for Best Female Pop Vocal Performance.

Die Auszeichnung wurde 2012 nach einer umfassenden Überarbeitung der Grammy-Kategorien nicht mehr vergeben. Ab 2012 wurden alle Solo-Auftritte in der Pop-Kategorie (für Männer, Frauen und Instrumental) in der neu gebildete Kategorie Grammy Award for Best Pop Solo Performance ausgezeichnet.

## Gewinner und Nominierte
| Jahr | Bereich | Gewinner           | Nationalität                  | Werk                                             | Nominierte | Bild des/der Gewinner(s) |
| ---- | ------- | ------------------ | ----------------------------- | ------------------------------------------------ | --- | ------------------------ |
| 1959 | 1959    | Ella Fitzgerald    | Vereinigte Staaten            | Ella Fitzgerald Sings the Irving Berlin Songbook | - Doris Day – Everybody Loves a Lover - Eydie Gormé – Eydie in Love - Peggy Lee – Fever - Keely Smith – I Wish You Love |                          |
| 1960 | 1960    | Ella Fitzgerald    | Vereinigte Staaten            | But Not for Me                                   | - Lena Horne – Porgy and Bess - Peggy Lee – Alright, Okay, You Win - Pat Suzuki – Broadway ’59 - Caterina Valente – La Strada del Amore                                                                                                  |                          |
| 1961 | Single  | Ella Fitzgerald    | Vereinigte Staaten            | Mack the Knife (Live)                            | - Doris Day – The Sound of Music - Eileen Farrell – I Gotta Right to Sing the Blues - Brenda Lee – I’m Sorry - Peggy Lee – I’m Gonna Go Fishin                                                                                           |                          |
| 1961 | Album   | Ella Fitzgerald    | Vereinigte Staaten            | Ella in Berlin: Mack the Knife                   | - Rosemary Clooney – Clap Hands! Here Comes Rosie! - Peggy Lee – Latin ala Lee! - Miriam Makeba – Miriam Makeba - Della Reese – Della |                          |
| 1962 | 1962    | Judy Garland       | Vereinigte Staaten            | Judy at Carnegie Hall                            | - Ella Fitzgerald – (If You Can't Sing It) You’ll Have to Swing It (Mr. Paganini) - Billie Holiday – The Essential Billie Holiday - Lena Horne – Lena Horne at the Sands - Peggy Lee – Basin Street East Proudly Presents Miss Peggy Lee |                          |
| 1963 | 1963    | Ella Fitzgerald    | Vereinigte Staaten            | Ella Swings Brightly with Nelson                 | - Diahann Carroll – No Strings - Lena Horne – Lena...Lovely and Alive - Peggy Lee – I’m a Woman - Ketty Lester – Love Letters - Sandy Stewart – My Coloring Book - Pat Thomas – Desafinado (Slightly Out of Tune)                        |                          |
| 1964 | 1964    | Barbra Streisand   | Vereinigte Staaten            | The Barbra Streisand Album                       | - Eydie Gorme – Blame It on the Bossa Nova - Peggy Lee – I’m a Woman - Miriam Makeba – The World of Miriam Makeba - The Singing Nun – Dominique                                                                                          |                          |
| 1965 | 1965    | Barbra Streisand   | Vereinigte Staaten            | People                                           | - Petula Clark – Downtown - Gale Garnett – We’ll Sing in the Sunshine - Astrud Gilberto – The Girl from Ipanema - Nancy Wilson – How Glad I Am                                                                                           |                          |
| 1966 | 1966    | Barbra Streisand   | Vereinigte Staaten            | My Name Is Barbra                                | - Petula Clark – Downtown - Jackie DeShannon – "What the World Needs Now is Love" - Astrud Gilberto – The Astrud Gilberto Album - Nancy Wilson – Gentle Is My Love                                                                       |                          |
| 1967 | 1967    | Eydie Gormé        | Vereinigte Staaten            | If He Walked into My Life Today                  | - Ella Fitzgerald – Ella at Duke’s Place - Sandy Posey – Born a Woman - Nancy Sinatra – These Boots Are Made for Walkin’ - Barbra Streisand – Color Me Barbra                                                                            |                          |
| 1968 | 1968    | Bobbie Gentry      | Vereinigte Staaten            | Ode to Billie Joe                                | - Vikki Carr – It Must Be Him - Petula Clark – Don’t Sleep in the Subway - Aretha Franklin – Respect - Dionne Warwick – Alfie |                          |
| 1969 | 1969    | Dionne Warwick     | Vereinigte Staaten            | Do You Know the Way to San Jose                  | - Aretha Franklin – I Say a Little Prayer - Mary Hopkin – Those Were the Days - Merrilee Rush – Angel of the Morning - Barbra Streisand – Funny Girl                                                                                     |                          |
| 1970 | 1970    | Peggy Lee          | Vereinigte Staaten            | Is That All There Is?                            | - Vikki Carr – With Pen in Hand - Jackie DeShannon – Put a Little Love in Your Heart - Brenda Lee – Johnny One Time - Dusty Springfield – Son of a Preacher Man - Dionne Warwick – This Girl’s in Love with You                          |                          |
| 1971 | 1971    | Dionne Warwick     | Vereinigte Staaten            | I’ll Never Fall in Love Again                    | - Bobbie Gentry – Fancy - Anne Murray – Snowbird - Linda Ronstadt – Long, Long Time - Diana Ross – Ain’t No Mountain High Enough |                          |
| 1972 | 1972    | Carole King        | Vereinigte Staaten            | Tapestry                                         | - Joan Baez – The Night They Drove Old Dixie Down - Cher – Gypsys, Tramps & Thieves - Janis Joplin – Me and Bobby McGee - Carly Simon – That’s the Way I’ve Always Heard It Should Be                                                    |                          |
| 1973 | 1973    | Helen Reddy        | Australien Vereinigte Staaten | I Am Woman                                       | - Roberta Flack – Quiet Fire - Aretha Franklin – Day Dreaming - Carly Simon – Anticipation - Barbra Streisand – Sweet Inspiration/Where You Lead                                                                                         |                          |
| 1974 | 1974    | Roberta Flack      | Vereinigte Staaten            | Killing Me Softly with His Song                  | - Bette Midler – Boogie Woogie Bugle Boy - Anne Murray – Danny’s Song - Diana Ross – Touch Me in the Morning - Carly Simon – You’re So Vain                                                                                              |                          |
| 1975 | 1975    | Olivia Newton-John | Australien Vereinigte Staaten | I Honestly Love You                              | - Roberta Flack – Feel Like Makin’ Love - Carole King – Jazzman - Cleo Laine – Cleo Laine Live at Carnegie Hall - Joni Mitchell – Court and Spark                                                                                        |                          |
| 1976 | 1976    | Janis Ian          | Vereinigte Staaten            | At Seventeen                                     | - Judy Collins – Send in the Clowns - Olivia Newton-John – Have You Never Been Mellow - Helen Reddy – Ain’t No Way to Treat a Lady - Linda Ronstadt – Heart Like a Wheel                                                                 |                          |
| 1977 | 1977    | Linda Ronstadt     | Vereinigte Staaten            | Hasten Down the Wind                             | - Natalie Cole – Natalie - Emmylou Harris – Here, There and Everywhere - Joni Mitchell – The Hissing of Summer Lawns - Vicki Sue Robinson – Turn the Beat Around                                                                         |                          |
| 1978 | 1978    | Barbra Streisand   | Vereinigte Staaten            | Evergreen (Love Theme from A Star Is Born)       | - Debby Boone – You Light Up My Life - Dolly Parton – Here You Come Again - Linda Ronstadt – Blue Bayou - Carly Simon – Nobody Does It Better                                                                                            |                          |
| 1979 | 1979    | Anne Murray        | Kanada                        | You Needed Me                                    | - Olivia Newton-John – Hopelessly Devoted to You - Carly Simon – You Belong to Me - Barbra Streisand – You Don’t Bring Me Flowers - Donna Summer – MacArthur Park                                                                        |                          |
| 1980 | 1980    | Dionne Warwick     | Vereinigte Staaten            | I’ll Never Love This Way Again                   | - Gloria Gaynor – I Will Survive - Rickie Lee Jones – Chuck E.’s In Love - Melissa Manchester – Don’t Cry Out Loud - Donna Summer – Bad Girls                                                                                            |                          |
| 1981 | 1981    | Bette Midler       | Vereinigte Staaten            | The Rose                                         | - Irene Cara – Fame - Olivia Newton-John – Magic - Barbra Streisand – Woman in Love - Donna Summer – On the Radio |                          |
| 1982 | 1982    | Lena Horne         | Vereinigte Staaten            | Lena Horne: The Lady and Her Music               | - Kim Carnes – Bette Davis Eyes - Sheena Easton – For Your Eyes Only - Juice Newton – Angel of the Morning - Olivia Newton-John – Physical                                                                                               |                          |
| 1983 | 1983    | Melissa Manchester | Vereinigte Staaten            | You Should Hear How She Talks About You          | - Laura Branigan – Gloria - Juice Newton – Love’s Been A Little Bit Hard On Me - Olivia Newton-John – Heart Attack - Linda Ronstadt – Get Closer                                                                                         |                          |
| 1984 | 1984    | Irene Cara         | Vereinigte Staaten            | Flashdance... What a Feeling                     | - Sheena Easton – Telefone (Long Distance Love Affair) - Linda Ronstadt – What’s New - Donna Summer – She Works Hard for the Money - Bonnie Tyler – Total Eclipse of the Heart                                                           |                          |
| 1985 | 1985    | Tina Turner        | Schweiz                       | What’s Love Got to Do with It                    | - Sheila E. – The Glamorous Life - Sheena Easton – Strut - Cyndi Lauper – Girls Just Want to Have Fun - Deniece Williams – Let’s Hear It for the Boy                                                                                     |                          |
| 1986 | 1986    | Whitney Houston    | Vereinigte Staaten            | Saving All My Love for You                       | - Pat Benatar – We Belong - Madonna – Crazy for You - Linda Ronstadt – Lush Life - Tina Turner – We Don’t Need Another Hero |                          |
| 1987 | 1987    | Barbra Streisand   | Vereinigte Staaten            | The Broadway Album                               | - Cyndi Lauper – True Colors - Madonna – Papa Don’t Preach - Tina Turner – Typical Male - Dionne Warwick – Friends |                          |
| 1988 | 1988    | Whitney Houston    | Vereinigte Staaten            | I Wanna Dance with Somebody (Who Loves Me)       | - Belinda Carlisle – Heaven Is a Place on Earth - Carly Simon – Coming Around Again - Barbra Streisand – One Voice - Suzanne Vega – Luka                                                                                                 |                          |
| 1989 | 1989    | Tracy Chapman      | Vereinigte Staaten            | Fast Car                                         | - Taylor Dayne – Tell It to My Heart - Whitney Houston – One Moment in Time - Joni Mitchell – Chalk Mark in a Rainstorm - Brenda Russell – Get Here                                                                                      |                          |
| 1990 | 1990    | Bonnie Raitt       | Vereinigte Staaten            | Nick of Time                                     | - Paula Abdul – Straight Up - Gloria Estefan – Don’t Wanna Lose You - Bette Midler – Wind Beneath My Wings - Linda Ronstadt – Cry Like a Rainstorm, Howl Like the Wind                                                                   |                          |
| 1991 | 1991    | Mariah Carey       | Vereinigte Staaten            | Vision of Love                                   | - Whitney Houston – I’m Your Baby Tonight - Bette Midler – From a Distance - Sinéad O’Connor – Nothing Compares 2 U - Lisa Stansfield – All Around the World                                                                             |                          |
| 1992 | 1992    | Bonnie Raitt       | Vereinigte Staaten            | Something to Talk About                          | - Mariah Carey – Emotions - Oleta Adams – Get Here - Amy Grant – Baby Baby - Whitney Houston – All the Man That I Need |                          |
| 1993 | 1993    | K.d. lang          | Kanada                        | Constant Craving                                 | - Mariah Carey – MTV Unplugged - Celine Dion – Celine Dion - Annie Lennox – Diva - Vanessa L. Williams – Save the Best for Last |                          |
| 1994 | 1994    | Whitney Houston    | Vereinigte Staaten            | I Will Always Love You                           | - Mariah Carey – Dreamlover - Shawn Colvin – I Don’t Know Why - k.d. lang – Miss Chatelaine - Tina Turner – I Don’t Wanna Fight |                          |
| 1995 | 1995    | Sheryl Crow        | Vereinigte Staaten            | All I Wanna Do                                   | - Mariah Carey – Hero - Celine Dion – The Power of Love - Bonnie Raitt – Longing in Their Hearts - Barbra Streisand – Ordinary Miracles                                                                                                  |                          |
| 1996 | 1996    | Annie Lennox       | Vereinigtes Königreich        | No More I Love You’s                             | - Mariah Carey – Fantasy - Dionne Farris – I Know - Joan Osborne – One of Us - Bonnie Raitt – You Got It - Vanessa L. Williams – Colors of the Wind                                                                                      |                          |
| 1997 | 1997    | Toni Braxton       | Vereinigte Staaten            | Un-Break My Heart                                | - Shawn Colvin – Get Out of This House - Celine Dion – Because You Loved Me - Gloria Estefan – Reach - Jewel – Who Will Save Your Soul                                                                                                   |                          |
| 1998 | 1998    | Sarah McLachlan    | Kanada                        | Building a Mystery                               | - Mariah Carey – Butterfly - Paula Cole – Where Have All the Cowboys Gone? - Shawn Colvin – Sunny Came Home - Jewel – Foolish Games |                          |
| 1999 | 1999    | Celine Dion        | Kanada                        | My Heart Will Go On                              | - Sheryl Crow – My Favorite Mistake - Lauryn Hill – Can’t Take My Eyes Off You - Natalie Imbruglia – Torn - Sarah McLachlan – Adia |                          |
| 2000 | 2000    | Sarah McLachlan    | Kanada                        | I Will Remember You (Live)                       | - Christina Aguilera – Genie in a Bottle - Madonna – Beautiful Stranger - Alanis Morissette – Thank U - Britney Spears – ...Baby One More Time                                                                                           |                          |
| 2001 | 2001    | Macy Gray          | Vereinigte Staaten            | I Try                                            | - Christina Aguilera – What a Girl Wants - Madonna – Music - Aimee Mann – Save Me - Joni Mitchell – Both Sides, Now - Britney Spears – Oops!… I Did It Again                                                                             |                          |
| 2002 | 2002    | Nelly Furtado      | Portugal Kanada               | I’m Like a Bird                                  | - Faith Hill – There You’ll Be - Janet Jackson – Someone to Call My Lover - Sade – By Your Side - Lucinda Williams – Essence |                          |
| 2003 | 2003    | Norah Jones        | Vereinigte Staaten            | Don’t Know Why                                   | - Sheryl Crow – Soak Up the Sun - Avril Lavigne – Complicated - Pink – Get the Party Started - Britney Spears – Overprotected |                          |
| 2004 | 2004    | Christina Aguilera | Vereinigte Staaten            | Beautiful                                        | - Kelly Clarkson – Miss Independent - Dido – White Flag - Avril Lavigne – I’m with You - Sarah McLachlan – Fallen |                          |
| 2005 | 2005    | Norah Jones        | Vereinigte Staaten            | Sunrise                                          | - Björk – Oceania - Sheryl Crow – The First Cut Is the Deepest - Gwen Stefani – What You Waiting For? - Joss Stone – You Had Me |                          |
| 2006 | 2006    | Kelly Clarkson     | Vereinigte Staaten            | Since U Been Gone                                | - Mariah Carey – It’s Like That - Sheryl Crow – Good Is Good - Bonnie Raitt – I Will Not Be Broken - Gwen Stefani – Hollaback Girl |                          |
| 2007 | 2007    | Christina Aguilera | Vereinigte Staaten            | Ain’t No Other Man                               | - Natasha Bedingfield – Unwritten - Sheryl Crow – You Can Close Your Eyes - Pink – Stupid Girls - KT Tunstall – Black Horse and the Cherry Tree                                                                                          |                          |
| 2008 | 2008    | Amy Winehouse      | Vereinigtes Königreich        | Rehab                                            | - Christina Aguilera – Candyman - Feist – 1234 - Fergie – Big Girls Don’t Cry - Nelly Furtado – Say It Right |                          |
| 2009 | 2009    | Adele              | Vereinigtes Königreich        | Chasing Pavements                                | - Sara Bareilles – Love Song - Duffy – Mercy - Leona Lewis – Bleeding Love - Katy Perry – I Kissed A Girl - Pink – So What |                          |
| 2010 | 2010    | Beyoncé            | Vereinigte Staaten            | Halo                                             | - Adele – Hometown Glory - Katy Perry – Hot n Cold - Pink – Sober - Taylor Swift – You Belong With Me |                          |
| 2011 | 2011    | Lady Gaga          | Vereinigte Staaten            | Bad Romance                                      | - Sara Bareilles – King of Anything - Beyoncé – Halo (Live) - Norah Jones – Chasing Pirates - Katy Perry – Teenage Dream |                          |

## Fakten zur Kategorie
Meiste Gewinne in der Kategorie
| Platz                         | 1                                | 2                              | 3                                                           |
| ----------------------------- | -------------------------------- | ------------------------------ | ----------------------------------------------------------- |
| Künstler                      | Ella Fitzgerald Barbra Streisand | Dionne Warwick Whitney Houston | Sarah McLachlan Bonnie Raitt Norah Jones Christina Aguilera |
| Gesamtzahl der Auszeichnungen | 5                                | 3                              | 2                                                           |

Meiste Nominierungen
| Platz                        | 1                | 2                                     | 3               | 4                                                                         | 5                               | 6                                                                   |
| ---------------------------- | ---------------- | ------------------------------------- | --------------- | ------------------------------------------------------------------------- | ------------------------------- | ------------------------------------------------------------------- |
| Künstler                     | Barbra Streisand | Peggy Lee Linda Ronstadt Mariah Carey | Ella Fitzgerald | Olivia Newton-John Dionne Warwick Carly Simon Whitney Houston Sheryl Crow | Bonnie Raitt Christina Aguilera | Donna Summer Celine Dion Madonna Pink Sarah McLachlan Joni Mitchell |
| Gesamtzahl der Nominierungen | 12               | 8                                     | 7               | 6                                                                         | 5                               | 4                                                                   |